# Лео Вехтер
Леон Вехтер (нім. Leon Wächter; 14 жовтня 1922, Коломия — 23 червня 2000, Мілан), також відомий як Лео Вехтер — італійський театральний менеджер та  імпресаріо єврейського походження.

## Життєпис
Народився Леон Вехтер 14 жовтня 1922 року в Коломиї. 
У 1933 році зупинили його у Ватерсхайті в Німеччині, де був разом зі своїм батьком біженцем із Польщі, і відвезли до Дахау, де пробув там близько місяця. Їх скоро випустили, згодом відвезли до Кельна, проїхали через Роттердам, Бельгію, Францію, Швейцарія, Італію до Югославії, аж до Сараєво без документів. У Югославії не дали родині Лео дозволів на роботу, тому родина вирушила до Італії, у місто Мілан у 1934 році, де й прожив до кінця свого життя.
Згодом вступив на перший курс медичного інституту, але не закінчив його, бо вигнали в 1939 році через расові закони. У 1939 році фашисти забрали його батька до концентраційного табору у Феррамонті, Козенца. У 1942 році OVRA заарештувала Лео Вехтера та тримала одинадцять місяців у Сан-Вітторе, де його побили та вибили зуби через те, що був в антифашистському партизанському русі. Він став наймолодшим політичним в'язнем в Італії. Перебував у в'язниці 25 липня 1943 року. Через бомбардування Мілану поїхав до Лавено, а після 8 вересня пішов партизаном у Сан-Мартіно. Тоді ж допоміг багатьом євреям перебратися до Швейцарії. У Ковіньйоне зазнав поранення. Потім втік до Риму, де зв'язався з антифашистськими групами та чекав на американців. Потім виїхав до Абруццо шукати батьків, і вся родина разом повернулася до Риму.
У 1947 році разом зі своїм побратимом Іво Маттео Ломбардо приєднався до Італійської демократичної соціалістичної партії і став депутатом Consigliere Regionale. Тоді була збудована нова резиденція для людей похилого віку, притулок, багато чого фінансувалося за допомогою представленого ним закону, був засновником Італійської ліги боротьби з пухлинами, упродовж п'яти років був президентом клінічних інститутів Мілана, але через хворобу з серцем внаслідок репресій та збройної боротьби припинив свою політичну діяльність аж до 1970 року, коли став регіональним радником від Ломбардії впродовж чотирьох років.
Однак, наприкінці 1940-х років паралельно з політичною кар'єрою почав свою театральну: уже в 1946 році організовував студентські чаювання в «Кові», де був гарний зал, і в «Континенталі», згодом почав працювати в театрі. І далі його кар'єра почала стрімко набирати оберти: вирішив завжди зосереджуватися на іноземних артистах великої привабливості, організовуючи, зокрема, концерти для Гаррі Белафонте (у 1958 році), Жозефін Бейкер (наступного року) та Пола Анка (у 1960 році). Пізніше він заснував клуб дискотеки «Пайпер» у Мілані. У 1960-х роках він став майже абсолютним володарем італійської менеджерської сцени, що стосується живих концертів. Він організував концерти гуртіі Beatles (червень 1965), Джимі Хендрікса, The Who, Семмі Девіса молодшого. Між 1967 і 1972 роками він двічі привіз Rolling Stones і тріо Emerson, Lake & Palmer до Італії.
Як імпресаріо, він взяв гурт Beatles у турне по Італії в червні 1965 року (концерти на велодромі Вігореллі в Мілані, у спортивному залі в Генуї, в кінотеатрі Адріано в Римі).
Будучи театральним антрепренером, у 1977 році він заснував кінотеатр Ciak у Città Studi (Мілан, via Sangallo), яким керував до 1996 року, в якому, серед інших артистів, виступали Макс Роуч, Лайонел Гемптон, Дізі Гіллеспі, Сонні Роллінз, Мішель Петруччані.
Водночас, популяризовував російську культуру в Італії: організував тур до Італії радянської збірної з баскетболу, Чемпіонат світу з шахів разом з Карповим і всіма іншими шахістами того часу. Також сприяв приїзду на гастролі до Радянського Союзу Едоардо, Пеппіно та Тітіну Де Філіппо. Потім зняв найбільшу італійську музичну комедію «Чао Руді». Лео Вехтер організував кілька інших масштабних культурних, подій таких як виступи цирків Пекіна та Москви та балету "Берьозка", що проходив у Театрі Ла Скала в Мілані. У 1980 році у співпраці з відомим італійським імпресаріо Лео Ветхером Вальтер Нонес, директор цирку та дресирувальник, почав налагоджувати контакти з Радянським Союзом. Влітку 1981 року він привіз на італійські фестивалі та в театри Російський народний хор П'ятницького. Це була прелюдія до більш видовищної ініціативи: Московський цирк дебютував 27 січня 1982 року на арені Palasport Olimpico у Турині.
У 1996 році втратив свою тридцятисемирічну доньку Сюзанну, яка загинула в автомобільній аварії.
Лео Вехтер помер 23 червня 2000 року в Мілані.